# Корпус Синестро
Корпус Синестро (англ. Sinestro Corps) — вымышленная организация суперзлодеев во вселенной комиксов издательства DC Comics. Была сформирована злодеем, бывшим членом Корпуса Зелёных Фонарей, Синестро и впервые появились в Green Lantern vol. 4 #10 в мае 2006 года.

## Биография

### До создания корпуса
Параллакс, паразитарная сущность, являющаяся воплощением страха, был заключён в тюрьме в Центральной Батарее Силы на планете Оа. Спустя много миллионов лет он стал причиной того, что зелёное кольцо силы было уязвимо для жёлтого цвета.
Синестро в то время был одним из самых сильных Зелёных Фонарей во Вселенной. После того, как он был послан на Землю Суперновой, чтобы уничтожить Гая Гарднера, он был изгнан Стражами Вселенной из Корпуса и отправлен в Антиматерию Вселенной на планету Квард. Когда Синестро вернулся, он уже обладал жёлтым кольцом силы, выкованным на Кварде. После нескольких схваток с Хэлом Джорданом был заключён в тюрьму вместе с Параллаксом и при помощи жёлтой энергии кольца разбудил его после миллионов лет. Они спровоцировали нападение на Корпус Зелёных Фонарей, в течение нескольких лет до этого влияя на Хэла Джордана, чтобы сделать его новой оболочкой Параллакса.

### История корпуса
Члены Корпуса Синестро владеют жёлтыми кольцами силы, которые подпитываются от страха. Члены Корпуса выбирались во всей Вселенной за их возможность внушать страх и противостоять ему, чтобы владеть всей мощью кольца. Синестро привлёк в свою команду множество палачей, убийц и т. д., более 7200 существ со всей Вселенной. Помимо Синестро, в новый корпус вошли Аркилло, мускулистый инопланетянин, который подготавливал новичков, Кару-Сил, воспитанная животными, Бедовиан, лучший стрелок Корпуса, способный попасть в цель в трёх секторах от себя, Деспотеллис, вирус, способный атаковать Фонарей изнутри. В это же время Синестро попытался заполучить в свой Корпус Бэтмена, известного в галактике своей выдающейся способностью внушать другим великий страх. Однако, его сила воли и то, что он уже носил кольцо силы Фонарей, позволила ему отказаться от жёлтого кольца прежде, чем оно захватило его в армию Синестро. Тогда кольцо нашло ему замену в лице Амон Сура, разгневанного сына Абин Сура, находившийся в тот момент на Земле, для того, чтобы украсть кольцо отца у Хэла Джордана.
Центральная Батарея жёлтой энергии находится на планете Квард, в Антиматериальной Вселенной (Вселенной, противоположная нашей, а также остальным существующим Вселенным) в секторе −1. Целью Корпуса Синестро является становление нового порядка во Вселенной при помощи страха и угнетения. Лидеры Корпуса — Синестро, Анти-монитор, Супербой-прайм, Киборг-Супермен Хэнк Хеншоу и Параллакс, как эмоциональная сущность.
К началу событий сюжета «Война Корпуса Синестро», под его началом было множество злодеев, таких как Охотники на людей, Супербой-прайм и Анти-монитор, и Стражи Вселенной видели в них реальную угрозу Корпусу Зелёных Фонарей. Это было часть плана Синестро, который добивался принятия Стражами нового закона, разрешающего применять оружие против других Фонарей. Корпус Синестро совершил нападение на планету Оа, планету-Фонаря Мого и Землю, убив множество Зелёных Фонарей, но в итоге всё же был отброшен назад на Квард.

### Пророчество
Хэл Джордан и Гай Гарднер в секторе 3601 (секторе обитания Охотников за головами) нашли нескольких членов Корпуса Зелёных Фонарей, которые считались погибшими во время событий сюжета «Изумрудные сумерки» (англ. «Emerald Twilight»), а также нового лидера Охотников — Хэнка Хеншоу, также известного как Киборг-Супермен. Его киборги были побеждены, а голову Хеншоу доставили на планету Оа. В Книге Оа была найдена ранее неизвестная глава, в которой было написано пророчество:

«Лицо из металла и плоти заговорит о тайне 52-х.
Страх пробудится.
Сила воли соберётся.
И война света раскроет правду, стоящую за силой колец.»
— Book Of Oa, Green Lantern (vol. 4) #20
После допроса Стражи Вселенной выяснили, что Хэнк Хеншоу знает о 52 параллельных вселенных и что, если Новая Земля будет разрушена, то весь новый Мультиверс будет уничтожен, а Анти-Вселенная займёт его место. Двое из Стражей Вселенной, Гансет и Сайд, предупредили остальных, что предсказание может уничтожить весь Корпус Зелёных Фонарей.

### Война Корпуса Синестро
После поражения в «Зелёный Фонарь: Возрождение» (англ. Green Lantern: Rebirth), сюжете Green Lantern: Sinestro Corps Special #1 Синестро был вынужден отступить на планету Квард. Корпус Синестро напал на Корпус Зелёных Фонарей, освободив Хэнка Хеншоу и Супербой-прайма из заключения, и покинул Оа вместе с Синестро, а Кайл Райнер был перенесён на Квард жёлтым кольцом и захвачен в плен, после того, как наблюдал сбор Корпуса Синестро. Синестро узнал, что Райнер находится под контролем Иона — энергетической сущности, аналогичной Параллаксу, но использующую силу воли вместо страха и просто связанной со своим носителем, а не управляющая им. Синестро вытащил сущность Иона из Кайла благодаря эмоциональному состоянию последнего, что позволило Параллаксу захватить разум Кайла Райнера и получить его в качестве оболочки.
На Кварде Синестро и Параллакс объединились с практически восстановленным Хэнком Хеншоу, Супербой-праймом (в форме Корпуса Синестро и варианте суперпоглощающей брони, которую он использовал ранее) и возрождённым Анти-монитором.
Зелёным Фонарям при поддержке земных супергероев удается одержать верх над Синестро. Кайл Райнер и Хэл Джордан арестовывают его, и он приговаривается к смертной казни, однако лично отомстить Синестро хотели Гансет, член Корпуса Голубых Фонарей, и Атроцитус, глава Корпуса Красных Фонарей, которые давно желают смерти Синестро. После войны Анти-монитор был почти уничтожен и оставлен умирать в космосе, Супербой-прайм тоже был выброшен в космос, но выжил и уже не вернулся в Корпус Синестро, а Хэнка Хеншоу нашли Охотники за головами, после чего он также не согласился вернуться в Корпус. После ареста Синестро управление Корпусом принял Монгул, который выбрал планету Даксам в качестве базы для Корпуса Синестро. Против его управления Корпусом выступил Аркилло, но Монгул победил его в бою. Корпус закрепился на Даксаме, однако Зелёный Фонарь Содам Ят вместе с Арисией Раб попытались противостоять этому, и разразилась битва, в результате которой Содам Ят превратил красное солнце Даксама в жёлтое, а планеты обрели силу, выгнав Монгула со своей планеты, что заставило его подыскивать новое место для базы. Но даже после утверждения Монгула в качестве лидера многие члены Корпуса продолжали оставаться верными Синестро и освободили его от плена, и лидерство в корпусе было разделено между ним и Монгулом.

## Оружие
Оружие членов Корпуса — Жёлтые Кольца Силы, которые подпитываются от страха, и кроме того дают владельцу те же возможности, что и Кольца Силы Зелёных Фонарей. Были выкованы на планете Квард, после того, как Синестро пробыл в заключении в Центральной Батарее силы вместе с Параллаксом. Кольца не имеют слабостей, но ранее, до постройки Жёлтой Батареи Силы на Кварде, их можно было перезаряжать только в битве с Корпусом Зелёных Фонарей. Уникальной способностью Жёлтых Колец Силы является возможность видения и манипуляций абсолютно над всеми страхами своего противника, эта способность позволяет создавать конструкции, которые отражают ужас противника. Помимо всего прочего, Жёлтые Кольца Силы способны подзаряжаться от Голубых Колец Силы Корпуса Голубых Фонарей, вследствие чего их предельная мощность и уровень заряда увеличиваются.
Во время подзарядки кольца силы члены корпуса произносят следующую клятву:

«Светлейшей ночью, в темнейший день,
В свет выйдет страх, покинув тень.
Кто встал на путь — исчезнет прочь
Сгорит, познав… Синестро мощь!»
Оригинальный текст (англ.)
«In blackest day, in brightest night,
Beware your fears made into light
Let those who try to stop what's right,
Burn like my power… Sinestro's might!»
— Green Lantern (vol. 4) #32

## Вне комиксов
- В мультсериале «Бэтмен: отважный и смелый» представлены 2 версии Синестро: первая — в мире мультсериала, где он является членом Корпуса Зелёных Фонарей, позже пытавшимся уничтожить Мого, тем самым предавшим корпус, и альтернативная версия Синестро из зеркальной вселенной Красного Колпака и Человека-филина; во второй вселенной он носит униформу Корпуса Синестро, а также жёлтое кольцо силы. Из этого можно сделать предположение о том, что в зеркальной вселенной именно Корпус Жёлтых Фонарей является корпусом героев[16][неавторитетный источник].
- В полнометражном анимационном фильме «Зелёный Фонарь: Первый полёт» Синестро создаёт жёлтую батарею силы и нападет на Оа. Он является первым и единственным членом корпуса в мультфильме.
- Члены Корпуса Синестро эпизодически появляются в компьютерной игре «Mortal Kombat vs. DC Universe».
- В видео-игре 2011 года «Batman: Arkham City» присутствует костюм Корпуса Синестро для Бэтмена.